# Rally de Gran Bretaña de 2011
El Rally de Gran Bretaña de 2011, oficialmente 67th Wales Rally of Great Britain, fue la decimotercera y última ronda de la temporada 2011 del Campeonato Mundial de Rally. Se celebró del 10 al 13 de noviembre en las inmediaciones de Cardiff, Gales y contó con un itinerario de veintitrés tramos sobre tierra con un total de 353.53 km cronometrados. Fue además la séptima ronda del campeonato de producción y la sexta ronda de la Academia WRC.
En la última prueba del año los pilotos Sébastien Loeb y Mikko Hirvonen llegaban con una diferencia de ocho puntos en favor de Loeb, por lo que se jugaban el campeonato de pilotos. En los primeros compases del rally el compañero de Hirvonen, Jari-Matti Latvala comenzó a marcar los mejores tiempos hasta que Hirvonen marcó el scratch en el tramo seis (Dyfi East 1) y se situó líder provisional. Sin embargo en el siguiente tramo sufrió una salida de pista y dañó su Ford Fiesta WRC y a pesar de que pudo continuar finalmente se vio obligado a abandonar con lo que perdió todas las opciones al título que fue para Sebastien Loeb. Con el título ya en el bolsillo la carrera continuó convirtiéndose en una lucha entre el francés, que lideró la carrera hasta el tramo quince, y Latvala que se situó en cabeza tras marcar los mejores tiempos el tercer día de carrera. El último día de carrera, tras el tramo diecinueve el francés sufrió un percance durante un enlace. Tras pasar un pequeño rasante colisionó frontalmente contra el automóvil de un aficionado que circulaba por el carril contrario y a pesar de que no se produjeron heridos, si averió el radiador del Citroën DS3 WRC que lo obligó a abandonar.
El abandono de Loeb dejó en bandeja la primera y única victoria de la temporada para Latvala, que terminó con más de tres minutos de ventaja sobre el segundo clasificado, Mads Østberg. El noruego igualó su mejor resultado en el mundial con la segunda posición, que ya había logrado en Suecia de ese mismo año. Tercero fue Henning Solberg que consiguió el sexto podio de su carrera en el mundial.
En el campeonato de producción vencía Patrik Flodin, victoria que le daba el subcampeonato, y en la Academia WRC lo hacía Craig Breen, que a pesar de finalizar empatado a puntos con el estonio Egon Kaur, se proclamaba campeón del certamen al haber logrado el mayor número de tramos ganados. 
El rally finalizó con ocho Ford Fiesta WRC entre los diez primeros, hecho que le daba a Ford el récord de mayor número de coches en una prueba del mundial.

## Itinerario y resultados
| Día            | SS   | Tiempo | Nombre                   | Distancia | Ganador            | Tiempo  | Velo. media | Líder rally        |
| -------------- | ---- | ------ | ------------------------ | --------- | ------------------ | ------- | ----------- | ------------------ |
| Día 1 (10 nov) | SS1  | 14:38  | Great Orme 1             | 4.74 km   | Jari-Matti Latvala | 2:39.3  | 107.12 km/h | Jari-Matti Latvala |
| Día 1 (10 nov) | SS2  | 14:55  | Great Orme 2             | 4.74 km   | Sébastien Loeb     | 2:40.4  | 106.38 km/h | Jari-Matti Latvala |
| Día 1 (10 nov) | SS3  | 16:18  | Clocaenog                | 15.77 km  | Mikko Hirvonen     | 9:14.1  | 102.46 km/h | Sébastien Loeb     |
| Día 2 (11 nov) | SS4  | 7:33   | Gartheiniog 1            | 19.72 km  | Sébastien Loeb     | 11:18.9 | 104.57 km/h | Sébastien Loeb     |
| Día 2 (11 nov) | SS5  | 8:30   | Dyfi West 1              | 10.31 km  | Mikko Hirvonen     | 6:14.1  | 99.21 km/h  | Sébastien Loeb     |
| Día 2 (11 nov) | SS6  | 8:48   | Dyfi East 1              | 6.72 km   | Mikko Hirvonen     | 3:41.5  | 109.22 km/h | Mikko Hirvonen     |
| Día 2 (11 nov) | SS7  | 9:43   | Dyfnant 1                | 21.34 km  | Sébastien Loeb     | 12:41.0 | 100.95 km/h | Sébastien Loeb     |
| Día 2 (11 nov) | SS8  | 14:18  | Dyfi West 2              | 10.31 km  | Jari-Matti Latvala | 6:24.8  | 96.46 km/h  | Sébastien Loeb     |
| Día 2 (11 nov) | SS9  | 14:36  | Dyfi East 2              | 6.72 km   | Kris Meeke         | 3:46.8  | 106.67 km/h | Sébastien Loeb     |
| Día 2 (11 nov) | SS10 | 14:51  | Gartheiniog 2            | 19.72 km  | Jari-Matti Latvala | 11:24.3 | 103.74 km/h | Sébastien Loeb     |
| Día 2 (11 nov) | SS11 | 16:01  | Dyfnant 2                | 21.34 km  | Jari-Matti Latvala | 12:47.1 | 100.15 km/h | Sébastien Loeb     |
| Día 3 (12 nov) | SS12 | 9:24   | Hafren 1                 | 32.14 km  | Sébastien Loeb     | 18:39.1 | 103.39 km/h | Sébastien Loeb     |
| Día 3 (12 nov) | SS13 | 10:05  | Sweet Lamb 1             | 4.01 km   | Jari-Matti Latvala | 2:48.5  | 85.67 km/h  | Sébastien Loeb     |
| Día 3 (12 nov) | SS14 | 10:23  | Myherin 1                | 27.88 km  | Sébastien Loeb     | 15:44.6 | 106.25 km/h | Sébastien Loeb     |
| Día 3 (12 nov) | SS15 | 13:51  | Hafren 2                 | 32.14 km  | Jari-Matti Latvala | 19:11.6 | 100.47 km/h | Jari-Matti Latvala |
| Día 3 (12 nov) | SS16 | 14:32  | Sweet Lamb 2             | 4.01 km   | Jari-Matti Latvala | 2:50.8  | 84.52 km/h  | Jari-Matti Latvala |
| Día 3 (12 nov) | SS17 | 14:50  | Myherin 2                | 27.88 km  | Jari-Matti Latvala | 15:57.4 | 104.83 km/h | Jari-Matti Latvala |
| Día 4 (13 nov) | SS18 | 7:38   | Halfway 1                | 14.93 km  | Jari-Matti Latvala | 8:45.6  | 102.26 km/h | Jari-Matti Latvala |
| Día 4 (13 nov) | SS19 | 8:06   | Crychan 1                | 22.73 km  | Jari-Matti Latvala | 12:29.6 | 109.16 km/h | Jari-Matti Latvala |
| Día 4 (13 nov) | SS20 | 8:42   | Monument 1               | 4.36 km   | Sébastien Ogier    | 2:41.9  | 96.95 km/h  | Jari-Matti Latvala |
| Día 4 (13 nov) | SS21 | 10:36  | Halfway 2                | 14.93 km  | Jari-Matti Latvala | 8:59.8  | 99.57 km/h  | Jari-Matti Latvala |
| Día 4 (13 nov) | SS22 | 11:04  | Crychan 2                | 22.73 km  | Sébastien Ogier    | 12:39.8 | 107.70 km/h | Jari-Matti Latvala |
| Día 4 (13 nov) | SS23 | 12:11  | Monument 2 (Power stage) | 4.36 km   | Sébastien Ogier    | 2:41.3  | 97.31 km/h  | Jari-Matti Latvala |

### Power stage
| Pos | Piloto             | Tiempo | Difer. | Veloc.media | Puntos |
| --- | ------------------ | ------ | ------ | ----------- | ------ |
| 1   | Sébastien Ogier    | 2:41.3 | 0.0    | 97.31 km/h  | 3      |
| 2   | Dani Sordo         | 2:44.0 | +2.7   | 95.71 km/h  | 2      |
| 3   | Jari-Matti Latvala | 2:44.5 | +3.2   | 95.42 km/h  | 1      |

## Clasificación final

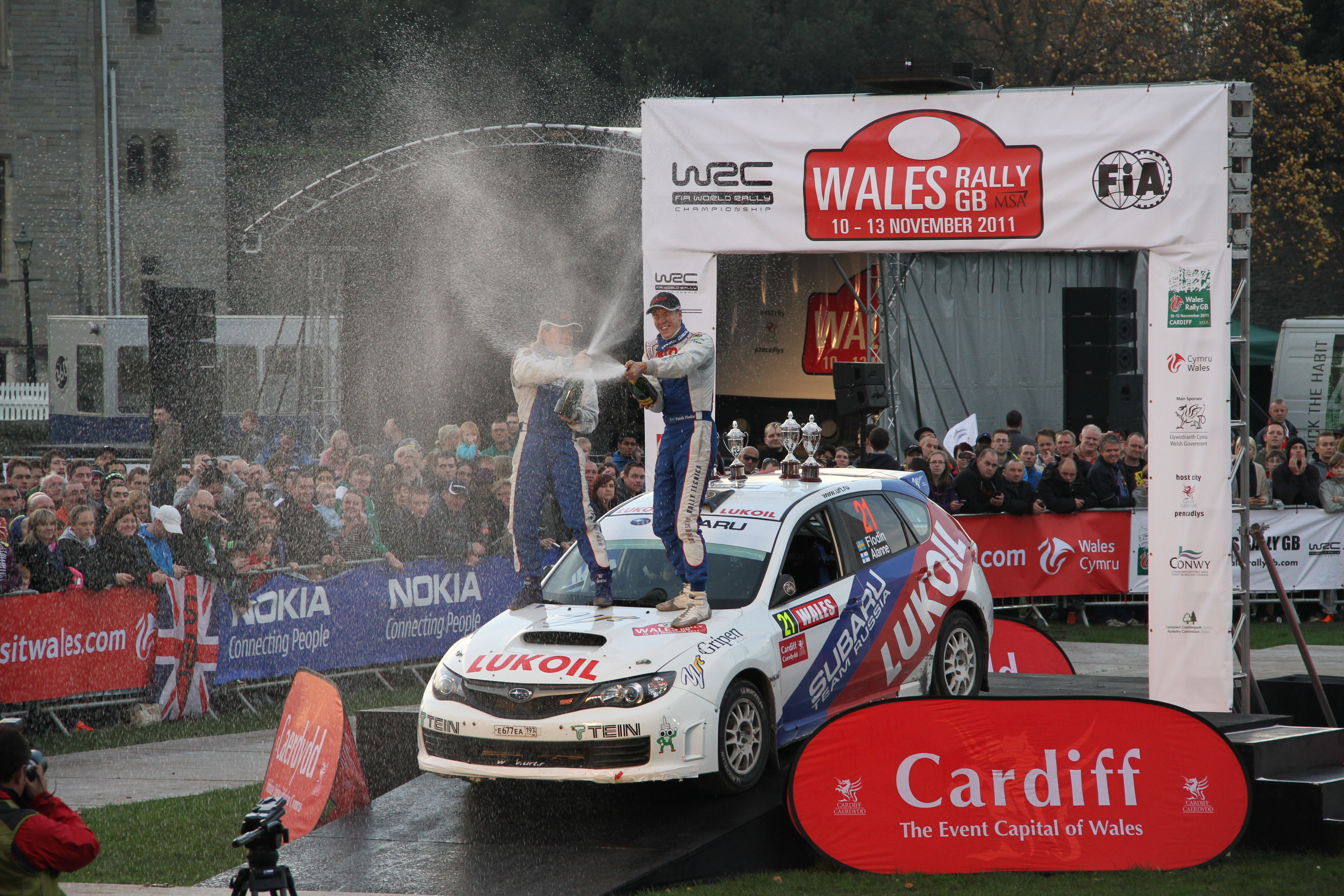
Patrik Flodin celebrando la victoria en la categoría de producción.

| Pos.        | Piloto                | Copiloto            | Automóvil                      | Tiempo    | Diferencia | Puntos |
| WRC         | WRC                   | WRC                 | WRC                            | WRC       | WRC        | WRC    |
| ----------- | --------------------- | ------------------- | ------------------------------ | --------- | ---------- | ------ |
| 1.          | Jari-Matti Latvala    | Miikka Anttila      | Ford Fiesta RS WRC             | 3:27:03.5 | 0.0        | 25+1   |
| 2.          | Mads Østberg          | Jonas Andersson     | Ford Fiesta RS WRC             | 3:30:46.4 | 3:42.9     | 18     |
| 3.          | Henning Solberg       | Ilka Minor          | Ford Fiesta RS WRC             | 3:34:08.6 | 7:05.1     | 15     |
| 4.          | Kris Meeke            | Paul Nagle          | Mini John Cooper Works WRC     | 3:34:15.8 | 7:12.3     | 12     |
| 5.          | Matthew Wilson        | Scott Martin        | Ford Fiesta RS WRC             | 3:36:00.8 | 8:57.3     | 10     |
| 6.          | Ott Tänak             | Kuldar Sikk         | Ford Fiesta RS WRC             | 3:36:30.6 | 9:27.1     | 8      |
| 7.          | Evgeny Novikov        | Denis Giraudet      | Ford Fiesta RS WRC             | 3:36:51.2 | 9:47.7     | 6      |
| 8.          | Dennis Kuipers        | Frédéric Miclotte   | Ford Fiesta RS WRC             | 3:37:16.2 | 10:12.7    | 4      |
| 9.          | Ken Block             | Alex Gelsomino      | Ford Fiesta RS WRC             | 3:43:04.7 | 16:01.2    | 2      |
| 10.         | Armindo Araújo        | Miguel Ramalho      | Mini John Cooper Works WRC     | 3:44:05.1 | 17:01.6    | 1      |
| P WRC       |                       |                     |                                |           |            |        |
| 1. (14.)    | Patrik Flodin         | Timo Alanne         | Subaru Impreza WRX STI         | 3:49:32.2 | 0.0        | 25     |
| 2. (15.)    | Michał Kościuszko     | Maciej Szczepaniak  | Mitsubishi Lancer Evolution X  | 4:01:46.9 | 12:14.7    | 18     |
| 3. (16.)    | Nicolás Fuchs         | Rubén Garcia        | Mitsubishi Lancer Evolution X  | 4:02:18.7 | 12:46.5    | 15     |
| 4. (17.)    | Dmitry Tagirov        | Anna Zavershinskaya | Subaru Impreza WRX STI         | 4:03:22.0 | 13:49.8    | 12     |
| 5. (18.)    | Majed Al Shamsi       | Killian Duffy       | Subaru Impreza WRX STI         | 4:03:53.4 | 14:21.2    | 10     |
| 6. (23.)    | Oleksiy Kikireshko    | Sergey Larens       | Mitsubishi Lancer Evolution IX | 4:11:33.8 | 22:01.6    | 8      |
| 7. (24.)    | Harry Hunt            | Robbie Durant       | Citroën DS3 R3                 | 4:13:58.8 | 24:26.6    | 6      |
| 8. (25.)    | Oleksandr Saliuk, Jr. | Pavlo Cherepin      | Mitsubishi Lancer Evolution IX | 4:15:08.5 | 25:36.3    | 4      |
| 9. (34.)    | Valeriy Gorban        | Andrey Nikolayev    | Mitsubishi Lancer Evolution IX | 4:32:54.4 | 43:22.2    | 2      |
| WRC Academy |                       |                     |                                |           |            |        |
| 1.          | Craig Breen           | Gareth Roberts      | Ford Fiesta R2                 | 3:06:10.7 | 0.0        | 25+14  |
| 2.          | Egon Kaur             | Erik Lepikson       | Ford Fiesta R2                 | 3:10:46.8 | 4:36.1     | 18+1   |
| 3.          | Alastair Fisher       | Daniel Barritt      | Ford Fiesta R2                 | 3:13:14.7 | 7:04.0     | 15+1   |
| 4.          | Christian Riedemann   | Michael Wenzel      | Ford Fiesta R2                 | 3:15:01.8 | 8:51.1     | 12     |
| 5.          | Molly Taylor          | Sebastian Marshall  | Ford Fiesta R2                 | 3:17:05.0 | 10:54.3    | 10+1   |
| 6.          | Sergey Karyakin       | Anton Vlasyuk       | Ford Fiesta R2                 | 3:19:36.9 | 13:26.2    | 8      |
| 7.          | Valentin Hummel       | Katja Geyer         | Ford Fiesta R2                 | 3:23:04.2 | 16:53.5    | -      |
| 8.          | Andrea Crugnola       | Michele Ferrara     | Ford Fiesta R2                 | 3:25:13.8 | 19:03.1    | 4      |
| 9.          | Yeray Lemes           | Rogelio Peñate      | Ford Fiesta R2                 | 3:25:19.5 | 19:08.8    | 2      |
| 10.         | Miko-Ove Niinemäe     | Toomas Valter       | Ford Fiesta R2                 | 3:30:15.9 | 24:05.2    | 1      |